# Jozef Van In
Jozef Henri Louis Van In, né le 30 mai 1905 et mort le 23 février 1990, est un homme politique belge, membre du parti catholique. 
Van In fut éditeur et imprimeur, directeur de la Joseph van In & Cie..
Il fut élu conseiller communal (1933-39 et 1944-47) de Lierre; sénateur de l'arrondissement de Malines-Turnhout (1946-71).

## Source
- Bio sur ODIS